# Euphrasia wettsteinii
Euphrasia wettsteinii — вид трав'янистих рослин родини вовчкові (Orobanchaceae), зростає в південних арктичних та північних бореальних зонах Північно-Східної Канади, Ґренландії, Ісландії, Ян-Маєну, Шпіцбергену, Північної Фенноскандії та Північноєвропейської й Північно-Західної азійської частин Росії.

## Таксономічні примітки
Звичайна беззалозиста дрібноквіткова скоростигла рослина в Північній Атлантиці вже впродовж кількох десятиліть була розглянута під назвою Euphrasia frigida. Але типова рослина Euphrasia frigida Pugsley (1933), описана з Гренландії є залозистою, з великими квітами, і відрізняється також в інших аспектах. Назва E. wettsteinii тому замінює назву E. frigida для рослин в Північній Європі й Канаді, а також для більшої частини рослин Гренландії, а також півночі Західного Сибіру.

## Опис
Це однорічні дуже маленькі трави з дуже тонким коренем. Стебла 0.5–3.0 см, випростані, прості (на Шпіцбергені), темно-пурпурні, з вигнутими й звернутими донизу короткими білими волосками 0.1–0.2 мм. Двоє нижніх листків дрібні й нерозділені сім'ядолі, які зберігаються протягом деякого часу, наступна пара звичайні й зазвичай функціонують як приквітки для нижніх квіток (на Шпіцбергені). Самі нижні міжвузля (вище сім'ядолі) ≈5 мм, наступні междоузлия ≈3 мм. Листки субсупротивні (в парах, але на різних рівнях), 5.5–6.5 × 3.2–3.7 мм, з дуже короткими черешками або просто звужені в основі, від яйцевидих до оберненояйцевидих, зубчасті. Серединна жилка чітка, бічні — нечіткі. Обидві поверхні, як правило, фіолетові (особливо нижня поверхня) з розкиданими білими волосками, на верхніх приквітках також є кілька, дуже коротких залоз із ніжками (на відміну від більшості материкових рослин виду).
Суцвіття — колосоподібні китиці з приблизно 10 майже сидячими квітами, під якими видно приквітки багато в чому схожі на стеблові. Квіти моносиметричні. Чашечка 4–5 × 2–2.5 мм з жорсткими, дуже короткими випростаними волосками на зелених або фіолетових жилках; між жилками блідо-зелений або майже білий, але часто з темними плямами (особливістю типовою для цього виду, але значно більш вираженою в материковій частині рослин), з 5 вузько трикутними зубцями чашечки вільними впродовж ≈1,5 мм. Віночок ≈3.5–4.5 мм, з 3-лопатевою нижньою губою і 2-пелюстковою верхньою губою, яка має блідо-ліловий колір з більш темними смугами. Тичинок 4. Плоди — односекторні еліптичні капсули 3.8–4.2 × 2.5–2.7 мм, з ≈5 насіння на капсулу. Насіння приблизно 1×0.5 мм, довгасте.

## Відтворення
Статеве розмноження насінням; немає вегетативного розмноження. Квітки пристосовані до запилення маленькими бджолами, осами й мухами, але самозапилення має переважати. Немає очевидної адаптації до розсіювання насіння.

## Поширення
Зростає в південних арктичних та північних бореальних зонах Північно-Східної Канади, Ґренландії, Ісландії, Ян-Маєну, Шпіцбергену, Північної Фенноскандії й Північноєвропейської та Північно-Західної азійської частин Росії.
Це рослина пустищів на субстратах субстрати з приблизно нейтральною або основною реакцією ґрунту (рН).